# Isla Unea
La isla Unea, también Bali o Uneapa, es una isla de Papúa Nueva Guinea ubicada en las Islas Vitu. Fue ocupada por  alemanes y luego Japón durante la Segunda Guerra Mundial.
Las islas Vitu están situadas al noroeste de la península de Willaumez, en la costa norte de Nueva Bretaña. La isla de Unea se encuentra a unas 40 kilómetros (24,9 mi) al sureste del grupo principal. La isla tiene una superficie circular de 30 kilómetros cuadrados (11,6 mi²), mientras que el resto de las islas suman un área de aproximadamente 10 kilómetros cuadrados (3,9 mi²).: 20 . 

## Historia
En noviembre de 1830 el comerciante explorador estadounidense Benjamin Morrell secuestró a Dako, hijo de un importante líder de la isla de Uneapa con la intención de prepararlo para mediar en las relaciones comerciales con en el mar de Bismarck. Morrell llevó a Dako a los Estados Unidos y lo exhibió en museos y circos para recaudar fondos para una expedición de regreso. Cuatro años más tarde, Morrell navegó con Dako de regreso a Uneapa con un generoso cargamento de productos euroamericanos que realzaron el prestigio de Dako y facilitaron un breve período de comercio realizado a través de "amistades comerciales" típicas de la región.

## Lengua
El idioma uneapa (o Bali) se habla de forma nativa en esta isla. El dialecto criollo Tok Pisin rara vez se escucha entre los isleños de Uneapa y se usa principalmente para comunicarse con forasteros.
En el idioma local se llama Uniapa o Uneapa . El término Unea proviene de la lengua Vitu, y descienden de una protoforma *Uneap o *Uniap, reflejando la adición de una vocal de eco en Uneapa y la pérdida regular de consonantes finales en Vitu.

## Geografía
La isla de Uneapa alberga una amplia selección de rocas volcánicas, más comúnmente basaltos y andesitas con alto contenido de sílice. No hay cráteres en la cumbre de los tres volcanes posteriores a la caldera: el monte Kumbu (597 metros (1958,7 pies)), el monte Tamangone (529 metros (1735,6 pies)) y el monte Kumburi (495 metros (1624,0 pies)); en cambio, sus conos están compuestos por afloramientos de lava que forman acantilados en forma de coulees andesíticos. La andesita de estos acantilados tiene juntas columnares y es de grano muy fino, causada por el rápido enfriamiento y el flujo restringido de la lava.: 129 
El entorno marino cercano a la costa de Unea es diverso. Hay extensos lechos de pastos marinos costeros en aguas de menos de 2 metros (6,6 pies), y arrecifes marginales poco profundos rodean la mayor parte de la isla. Estas aguas costeras son bastante turbias, especialmente en épocas de intensas precipitaciones debido a la escorrentía del suelo arcilloso que caracteriza la zona. Entre uno y dos kilómetros de la costa hay una serie de barreras de arrecifes sumergidas de lados empinados.

## Economía
La isla de Uneapa consta de 13 pueblos repartidos por la isla, la mayoría de las cuales fueron creadas bajo adminstración europea. La mayoría de los isleños son agricultores de subsistencia y los alimentos básicos que se cultivan son el ñame y el plátano. Las verduras, frutas y frutos secos, el pescado y los mariscos también forman parte de la dieta tradicional.

## Cultura
La cultura en Unea difiere notoriamente de la del resto de las islas Vitu. Las historias de migración a la isla de Garove incluyen relatos de clanes que tienen su origen en Unea. Es probable que Garove y Unea se hayan influenciado mutuamente. Los matrimonios mixtos siempre han tenido lugar entre miembros de las dos sociedades y existían estrechos vínculos comerciales. Unea no tiene clanes matrilineales.: 216  En cambio, hay categorías cognadas, de once a dieciséis generaciones de profundidad, que descienden de un antepasado generalmente mítico y están orientadas a lo largo de una línea de hijos primogénitos, que descienden de dicho antepasado.
Existieron nueve grupos de clanes diferentes en Uneapa: Givalolo, Goloki, Magarugaru, Vunaloto, Kulubago, Rulakumbu, Vunidiguru, Tanekulu y Lovanua.: 217  Todos estos grupos de clanes se disolvieron como resultado del contacto europeo y los locales de la actualidad ya no viven juntas según estas líneas de parentesco. Siete de estos clanes fueron desarraigados por el establecimiento y desarrollo de la plantación en la isla. Se cree que las otras dos áreas del clan estaban ubicadas en la cresta occidental, donde se establecieron las aldeas coloniales de Manopo y Penata.: 217 
La residencia en Unea es patrilocal y las mujeres se trasladan a las comunidades de sus maridos al casarse. Las mujeres de Unea, a diferencia de las mujeres en Garove, no pueden heredar tierras, pero sus hijos pueden heredarlas de sus padres o de los hermanos de su madre.: 217  En la práctica, los grupos locales tienen un sesgo agnático, porque normalmente sólo un hombre de un grupo de hermanos adquiere tierras de los hermanos de su madre.
Los patrones matrimoniales en Garove y Unea difieren en que Uneapa puede casarse con sus primos cruzados. La preferencia por estas relaciones matrimoniales puede haber estado influenciada por la importancia de los cultivos de árboles para los isleños.: 217 

### Religión
Existe un movimiento de carga de larga data en la Uneapa constituyendo en el presente una iglesia independiente superada sólo por el catolicismo romano en número de adeptos. Fundada en 1964 por Cherry Takaili Dakoa, las prácticas de culto se centraron originalmente en la producción y venta de copra a través de una cooperativa, la Compañía Perukuma. El movimiento se volvió cada vez más político y adoptó creencias sobre los orígenes de la riqueza material en los años 1970, cuando se opuso al establecimiento de consejos locales y a la independencia nacional. Los miembros sufrieron persecución, pero llegaron a acuerdos con las autoridades estatales y sus vecinos católicos y adventistas del séptimo día en la década de 1990.

## Arqueología
La isla de Uneapa contiene una diversidad y densidad sin precedentes de arreglos pétreos y sitios de arte rupestre. En una amplia gama de contextos y entornos paisajísticos se observaron menhires, elementos andesíticos columnares extraídos en forma de “asientos” y “mesas”, y grupos de cantos rodados dispuestos con y sin petroglifos. También se han registrado un gran número de cantos rodados con morteros, ranuras de afilado y ranuras para pulido.
La densidad de monumentos ceremoniales en la isla puede explicarse por el hecho de que Uneapa proporcionó un refugio para los continentales en épocas de intensa actividad volcánica y, por lo tanto, que la insularidad sería más una coincidencia que una causa para el tipo de expresión artística que se encontraba en Uneapa.